# Day (Wisconsin)
Day è un comune degli Stati Uniti, situato in Wisconsin, nella Contea di Marathon.